# Conselho de Guerra de Portugal

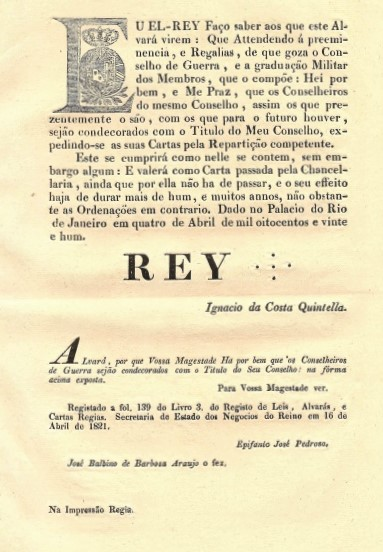
Alvará real de D. João VI de Portugal para que os Conselheiros de Guerra sejam condecorados com o título do seu conselho.

O Conselho de Guerra de Portugal, criado por D. João IV no Conselho Régio reunido em Aldeia Galega do Ribatejo (actual Montijo) a 5 de dezembro de 1640, era um alto órgão de Estado com a dignidade de tribunal régio. Tendo recebido regimento em 22 de dezembro de 1643, muito mais do que simples conselho de Guerra, competia-lhe ocupar-se dos assuntos militares máximos, nomeadamente da organização do Exército e da Armada, da nomeação dos oficiais de patente, das fortificações, dos projetos de operações e da justiça e disciplina militar. 

## História
Funcionava, também, como tribunal superior de justiça militar de primeira instância para as tropas da Corte e de apelação para as de província.
Era composto por um número não especificado de conselheiros, um assessor, um promotor de justiça e um secretário. Competia ao Conselho confirmar as nomeações de diversas categorias da hierarquia militar, passar patentes, fazer cumprir as obrigações dos cargos, dar licenças de serviço a oficiais e soldados em determinadas circunstâncias, informar-se regularmente do estado das fortalezas e fortificações, tomar as medidas necessárias ao bom funcionamento das oficinas e fundições encarregues do fabrico de armas e munições.
Após a criação da Secretaria de Estado dos Negócios Estrangeiros e da Guerra, o Conselho teve importância limitada mas continuou a ter funções consultivas até 1834. 
Passaram para a Secretaria de Estado dos Negócios Estrangeiros e da Guerra todos os assuntos respeitantes à guerra e aos exércitos e, em tempo de paz, aos negócios relativos ao corpo militar, a administração da Contadoria Geral da Guerra, as vedorias, as fortificações, os armazéns das munições de guerra, os provimentos de todos os postos militares, as ordenanças e os regimentos. 
Por Carta Régia de 6 de janeiro de 1801, os Negócios da Guerra foram temporariamente individualizados numa secretaria de Estado privativa, separando-se da Secretaria dos Negócios Estrangeiros, voltando a ficar unidos pelo Alvará de 23 de julho de 1801. Os fundos necessários à manutenção de todo o aparelho militar eram administrados pela Junta dos Três Estados. 
Com a extinção desta, por Alvará de 8 de abril de 1813, o Conselho de Guerra ficou encarregue da inspeção das coudelarias. O Decreto de 23 de setembro de 1822 tornou independentes os Negócios Estrangeiros e os da Guerra, criando duas secretarias autónomas. O Alvará de 29 de julho de 1823 definiu as atribuições do comandante em chefe do Exército, estabelecendo a organização da Secretaria de Estado dos Negócios da Guerra. Em 1834, o Decreto de 1 de julho extinguiu o Tribunal do Conselho de Guerra, substituindo-o pelo Supremo Conselho de Justiça Militar, para conhecer e julgar em segunda e última instância os crimes militares. 